# 張佳胤
張佳胤（1527年—1588年），字肖甫，號泸山，又號崌崍山人，四川重慶府合州銅梁縣人，明朝文人、政治人物。嘉靖戊戌進士，萬曆間累官薊遼總督。天啟間，追諡襄憲。

## 生平
由縣學生中式四川鄉試第十五名舉人，嘉靖二十九年（1550年）庚戌科会试第八十二名，第三甲第一百八十三名進士。授河南滑县知縣，有強盜假裝錦衣衛，企圖勒索张佳胤，反被張所制服。擢戶部主事，改兵部職方司主事，遷禮部郎中。以風霾考察，謫陳州同知。歷遷山西蒲州知州。
嘉靖四十三年（1564年）八月升河南按察司佥事，四十四年七月调云南提学佥事。隆慶元年二月升广西左参议，三年六月升河南副使、大名兵备，四年十一月升陕西布政司右参政兼佥事、管理粮饷，五年五月升山西按察使。
隆庆五年（1571年）十月升都察院右佥都御史、巡抚应天等处地方、总理粮储提督军务。万历二年二月被劾，调任南京衙门，回籍听用。
万历四年起任南京鸿胪寺卿，四月升南京光禄寺卿，十二月升为右副都御史、巡抚保定等府兼提督紫荆等关，丁母忧归。七年（1579年）六月以原官巡抚陕西地方，八月改巡抚宣府，九年四月升兵部右侍郎。十年三月杭州东西二大营发生兵变，殴打巡抚吴善言，张佳胤继任浙江巡撫，定馬文英、劉廷用之亂。十一年八月升兵部尚书协理京营戎政，九月又兼都察院左副都御史、总督薊遼。十三年五月加太子太保，闰九月召回兵部理事，賜一品诰命。十四年十二月被弹劾乞休，遂准致仕归。万历十六年（1588年）病卒，贈少保。天啟初，謚襄憲。《明史》有傳。

## 著作
张佳胤工诗文，为明代文坛「嘉靖後五子」之一。有《崌崍山房集》。

## 家族
曾祖張逈、祖張曰巽、父張文錦。母沈氏，封太恭人。重庆下。兄宗胤；弟錫胤。

## 延伸阅读
[在维基数据编辑]
 《明史卷二百二十二》，出自《明史》